# Joseph Vasselier
 (février 2022).
La mise en forme du texte ne suit pas les recommandations de Wikipédia : il faut le « wikifier ».
Les points d'amélioration suivants sont les cas les plus fréquents :
- Les titres sont pré-formatés par le logiciel. Ils ne sont ni en capitales, ni en gras.
- Le texte ne doit pas être écrit en capitales (les noms de famille non plus), ni en gras, ni en italique, ni en « petit »…
- Le gras n'est utilisé que pour surligner le titre de l'article dans l'introduction, une seule fois.
- L'italique est rarement utilisé : mots en langue étrangère, titres d'œuvres, noms de bateaux, etc.
- Les citations ne sont pas en italique mais en corps de texte normal. Elles sont entourées par des guillemets français : « et ».
- Les listes à puces sont à éviter, des paragraphes rédigés étant largement préférés. Les tableaux sont à réserver à la présentation de données structurées (résultats, etc.).
- Les appels de note de bas de page (petits chiffres en exposant, introduits par l'outil «  Source ») sont à placer entre la fin de phrase et le point final[comme ça].
- Les liens internes (vers d'autres articles de Wikipédia) sont à choisir avec parcimonie. Créez des liens vers des articles approfondissant le sujet. Les termes génériques sans rapport avec le sujet sont à éviter, ainsi que les répétitions de liens vers un même terme.
- Les liens externes sont à placer uniquement dans une section « Liens externes », à la fin de l'article. Ces liens sont à choisir avec parcimonie suivant les règles définies. Si un lien sert de source à l'article, son insertion dans le texte est à faire par les notes de bas de page.
- La présentation des références doit suivre les conventions bibliographiques. Il est recommandé d'utiliser les modèles {{Ouvrage}}, {{Chapitre}}, {{Article}}, {{Lien web}} et/ou {{Bibliographie}}. Le mode d'édition visuel peut mettre en forme automatiquement les références.
- Insérer une infobox (cadre d'informations à droite) n'est pas obligatoire pour parachever la mise en page.

Pour une aide détaillée, merci de consulter Aide:Wikification.
Si vous pensez que ces points ont été résolus, vous pouvez retirer ce bandeau et améliorer la mise en forme d'un autre article.
Joseph Vasselier, né à Rocroi en octobre et mort à Lyon le 10 octobre 1798, est un poète et écrivain français, membre de l’Académie des sciences, belles-lettres et arts de Lyon.

## Biographie
Joseph Vasselier, est né à Rocroi dans les Ardennes en octobre 1735, il y est baptisé le 16 octobre de la même année.
Il est militaire de 1755 à 1762, à la suite de quoi il déménage à Lyon où il travaille dans l’administration des postes. Il est tout d’abord premier commis en 1769, puis devient contrôleur. Il y fait carrière près de 40 ans, jusqu’en 1791. À partir des années 1760, il souffre de la goutte et en est contraint de refuser la gestion de la petite poste de Lyon en 1785, ainsi qu'une retraite 1600 livres.
On le connait notamment pour ses poèmes érotiques, bien qu'il n'ait pas été énormément publié de son vivant. Ses premiers recueils sont publiés en 1800, soit deux ans après son décès. Il publie cependant quelques poèmes en première page du Journal de Lyon de Mathon de la Cour : Vers la découverte des ballons aérostatiques le 8 janvier 1784, Epître à Damis le 12 mai 1784 ou encore Réflexions sur les ennuis de la vie le 22 décembre 1784.
Vasselier décède à Lyon le 10 octobre 1798.

### Sociétés savantes
Joseph Vasselier est élu à la section Lettres et Arts de l'Académie des Sciences, Belles-Lettres et Arts de Lyon le 18 juin. Il en est le président en 1789, il n’est alors pas rare de l’entendre faire ses comptes rendus et discours en vers. Il participe également à la rédaction de nombreux manuscrits, dans lesquels sont écrits plusieurs de ses poèmes, notamment ceux publiés au Journal de Lyon.
Il entretient une correspondance régulière avec Voltaire, et lui annonce en particulier la mort du pape Clément XIII dans une lettre personnelle du 20 février 1769.
Vasselier est également membre de l’Académie de Dijon.

## Publications
- Poésie de Vasselier. Contes, Paris, Louis, 1800, 276 p.
- Contes de Vasselier, membre de l’Académie de Lyon, Londres 1800, 183 p. (56 contes suivis de mélanges et d’un opéra-comique : Servante du curé)[2].
- Contes de Vasselier, Bibliothèque des curieux, Le coffret du bibliophile, 1913, 207 p.